# Associazione Sportiva Cecina 1989-1990
Questa pagina raccoglie le informazioni riguardanti l'Associazione Sportiva Cecina nelle competizioni ufficiali della stagione 1989-1990.

## Rosa
| N. |                   | Ruolo | Calciatore            |
| -- | ----------------- | ----- | --------------------- |
|    | Italia (bandiera) | A     | Walter Cardinali      |
|    | Italia (bandiera) | C     | Daniele Castorani     |
|    | Italia (bandiera) | D     | Marco Cei             |
|    | Italia (bandiera) | P     | Corrado Ciolli        |
|    | Italia (bandiera) | D     | Filippo Cioni         |
|    | Italia (bandiera) | D     | Enrico De Matola      |
|    | Italia (bandiera) | C     | Francesco Filippeschi |
|    | Italia (bandiera) | A     | Antonio Gespi         |
|    | Italia (bandiera) | D     | Michele Guzzardo      |

| N. |                   | Ruolo | Calciatore           |
| -- | ----------------- | ----- | -------------------- |
|    | Italia (bandiera) | A     | Marcello Malfi       |
|    | Italia (bandiera) | C     | Massimo Mancini (I)  |
|    | Italia (bandiera) | C     | Stefano Mancini (II) |
|    | Italia (bandiera) | A     | Stefano Martelli     |
|    | Italia (bandiera) | C     | Valerio Martinelli   |
|    | Italia (bandiera) | C     | Mauro Sardi          |
|    | Italia (bandiera) | C     | Massimo Spigoni      |
|    | Italia (bandiera) | C     | Simone Tortelli      |
|    | Italia (bandiera) | D     | Eugenio Zangrillo    |